# Discovery (äpple)

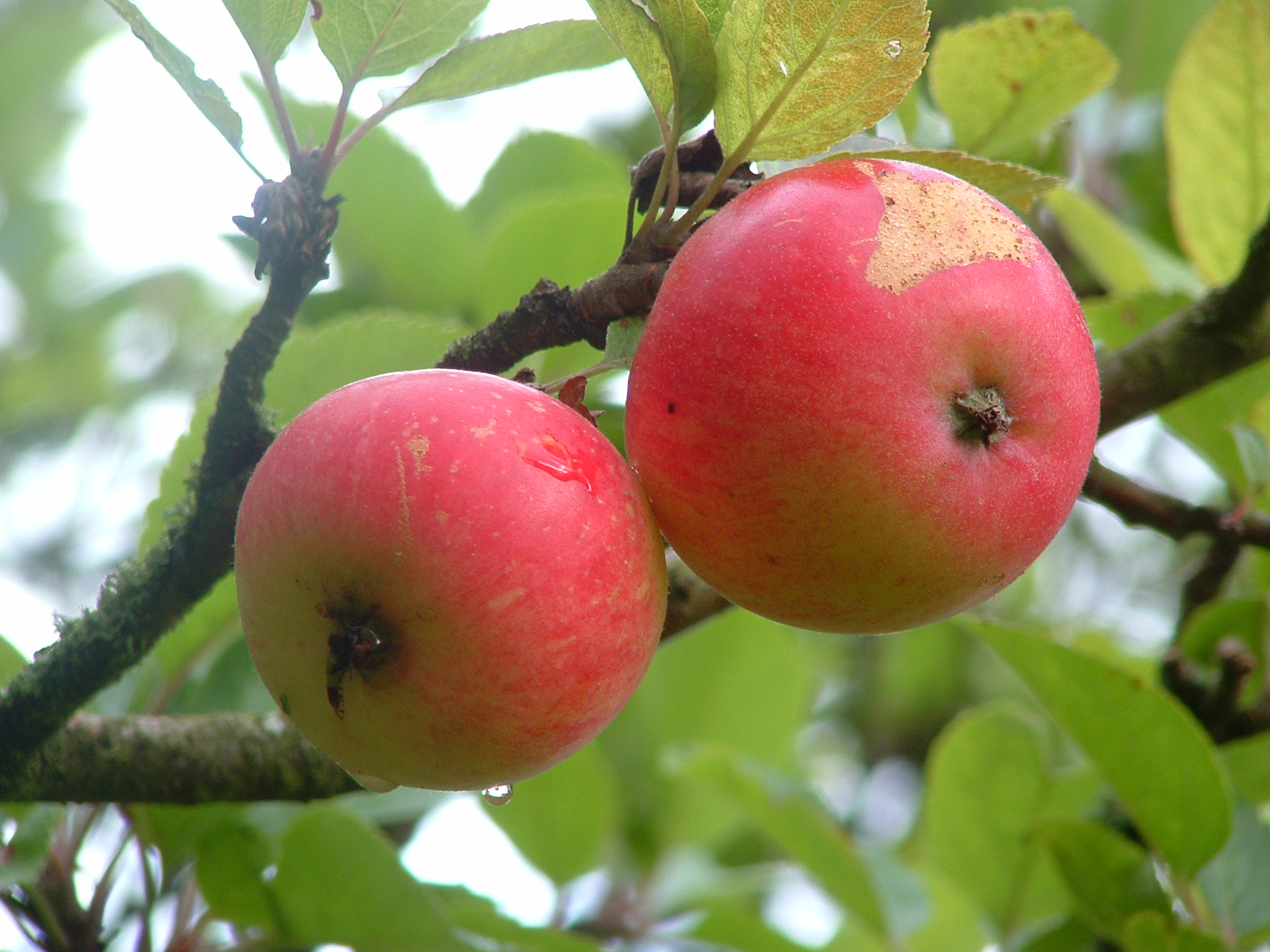
Discovery-äpplen.

Discovery är en mestadels rödfärgad äppelsort med ursprung i England där korsningen togs fram redan 1949, men kommersiellt introducerades sorten inte förrän 1962. Äpplet har en god söt smak med vitt fruktkött som ibland är lätt rosafärgat.
Blomningen på detta äpple är medeltidig, och Discovery pollineras av bland annat Alice, Aroma, Cox Orange, Eldrött Duväpple, Filippa, Guldborg, Ingrid Marie, James Grieve, Quinte, Summerred och Transparente Blanche.
Fruktens form är en aning tillplattad vid skaft och "fluga", samt något konisk, ungefär som en förenklad bild av jordklotet. Det brukar kallas ett till formen "plattrunt" äpple.
Discovery är resistent mot skorv och mjöldagg men känsligt för fruktträdskräfta. Det går 93 dagar mellan blomning och skörd. Medelvikt är 125 gram, densitet 0,81, Sockerhalt 11,8%, syrahalt 0,67%.

## I Sverige
I Sverige började Discovery odlas kommersiellt på 1980-talet.
Medelskördetid vid Alnarp (zon 1) är 11 september.
I Sverige odlas Discovery gynnsammast i zon I–III. Maria Sandström anger att Discovery kan odlas i zon 5. Discovery är en av de vanligaste tidiga äppelsorterna som man kan köpa i butik och finns tillgängligt mellan augusti och oktober.